# Valle Vista (Teksas)
Valle Vista – jednostka osadnicza w Stanach Zjednoczonych, w stanie Teksas, w hrabstwie Starr.